# Withius piger
Withius piger es una especie de arácnido del orden Pseudoscorpionida de la familia Withiidae.

## Distribución geográfica
Se encuentra en todo el mundo, excepto en la Antártida.